# 伊尔卡·图奥米斯托
伊尔卡·图奥米斯托（芬蘭語：Ilkka Tuomisto，1984年1月19日—），芬兰男子冬季两项、越野滑雪运动员。他曾代表芬兰参加2010年、2014年和2018年冬季残疾人奥林匹克运动会，获得一枚银牌和二枚铜牌。